# 去工作！吉田君
《去工作！吉田君》是2010年由蛙男商會製作的動畫作品。

## 摘要
對《菅井君與家族石》和《祕密結社鷹之爪》兩部作品很熟悉的角色「吉田君」於廣告代理店就職，並以獨特的視角講述了關於其擔任之代理案件之事。

## 故事
作爲廣告代理店巨頭「山之上廣告社」之社長因發狂而舉行之「抽籤入職」而得以入職之第一任員工，來自島根縣的吉田君入職山之上廣告社後被分配到了中。